# Teszári Zoltán
Teszári Zoltán (Nagyvárad, 1970. szeptember 14. –) romániai magyar vállalkozó, üzletember. A román RCS&RDS távközlési cég alapítója, mely 2022-ig a magyar DIGI anyavállalata volt.

## Felemelkedése
Fagylaltkereskedelemmel kezdte 1990-ben, elektronikai cikkekkel folytatta, aztán belevágott a kábeltévézésbe. Az 1994-ben alapított RCS-t (Romania Cabel System) 2003-ra Románia legnagyobb kábeltársaságává fejlesztette. Ugyanakkor az RDS (Romania Data System) az RCS hálózatán keresztül nyújtott internetszolgáltatást, hogy 2005-ben a két céget egyesítve RCS&RDS néven egyszerre kínáljon kábeltévé-, internet- és telefonszolgáltatást.
Az RCS&RDS a szomszédos országok piacára is betört, így a Digi TV Csehország, Szlovákia, Horvátország és Szerbia mellett Magyarországon is jelen volt.

## Vagyona
A Capital román gazdasági hetilap 300 leggazdagabb romániait felsorakoztató listáján Teszári 2013-ban a 4. helyet foglalta el 690–700 millió euróval (a romániai magyarok között első volt). 2014-ben ugyanezen a listán az 5. helyre csúszott 530–560 millió euróval, 2015-ben pedig 480–500 millió euróval a negyedik (romániai magyarként továbbra is első). 2017-ben a vagyona 550–570 millió euró volt. 2020-ban a Forbes szerint vagyona 390 millió euró körül lehetett, ezzel az ötödik leggazdagabb romániai, ugyanakkor továbbra is az első a romániai magyarok között. 2021-ben a Capital szerint vagyona 740–800 millió euró, pozíciói megegyeznek a 2020-asokkal. Ugyanennek a lapnak a kimutatása szerint 2022-ben vagyona 500–550 millió euró, ezzel Romániában a 13., a romániai magyarok között az első.

## Magánélete
A román dzsúdóválogatott tagja volt, az 1990-es U-20-as Európa-bajnokság 2. helyezettje.
Nős, egy gyereke van. Kerüli a nyilvánosságot, fotók sem nagyon készültek róla – erről városi legendák is keringenek.

## Külső hivatkozások
- Láthatatlan ember - A Digi TV fura ura: Teszári Zoltán portréja – Magyar Narancs, 2006/26. szám (2006. június 29.)
- A Digi TV ura: fagylaltosból dollármilliárdos – Népszabadság, 2009. május 16.
- DIGI: túlhajszolt terjeszkedés – Figyelő, 2010. március 1.
- A leggazdagabb romániai magyarok vagyona meghaladja az egymilliárd eurót Archiválva 2013. szeptember 28-i dátummal a Wayback Machine-ben – Transindex, 2015. június 1.